# 1. FC Colonia (femenino)
El 1. FC Colonia es La rama del fútbol femenino del del club del mismo nombre (en alemán y oficialmente: 1. Fußball-Club Köln 01/07 e. V., y en español, Fútbol Club Colonia) fue fundada en 2009 luego de que el FFC Brauweiler Pulheim, que entre los años 1974 y 2000 llevó el nombre de SV Grün-Weiß Brauweiler, se uniera al club de Colonia. Juega en la Bundesliga Femenina, máxima categoría del fútbol femenino en Alemania.

## Historia

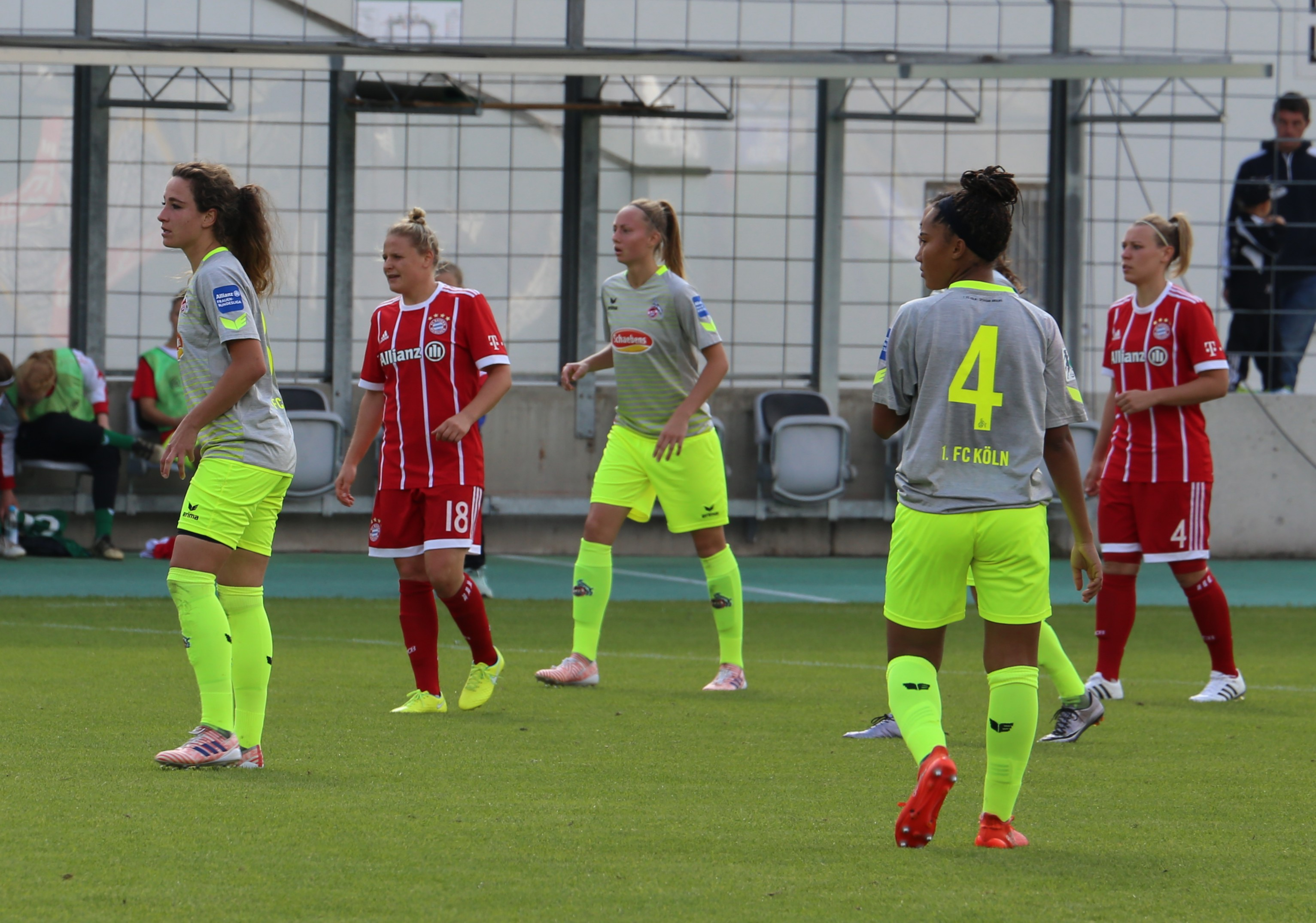
Escena de un partido del FC femenino, 2017.

La historia del equipo femenino del 1. FC Colonia se remonta a 1974, cuando se fundó Grün-Weiß Brauweiler y su equipo femenino se proclamó campeona de Alemania en 1997 y ganó la Copa de Alemania en tres ocasiones. En 2000, el departamento de mujeres se separó y se convirtió en el FFC Brauweiler Pulheim. El club había tenido problemas financieros desde 2008 y jugaba de segunda en ese momento.
A partir del 1 de julio de 2009 tuvo lugar la fusión del Colonia con el Brauweiler Pulheim.
Así, el equipo femenino recién fundado del 1. FC Köln logró comenzar en la 2. Bundesliga Süd en la temporada 2009-10. El equipo jugó con la parte superior derecha desde el principio, pero a menudo tuvo que admitir la derrota en los años siguientes y se perdió el salto a primera clase. En el sexto intento de la temporada 2014-15, tras tres segundos y dos terceros puestos, cuatro jornadas antes del final de la temporada, ascendieron a la Bundesliga Femenina. En la Bundesliga, el equipo no pudo afirmarse, el descenso directo se selló cuatro días antes del final de la temporada. En la temporada 2016-17, el equipo logró regresar directamente a la Bundesliga como subcampeón, beneficiándose de la falta de derechos de promoción del Hoffenheim, que se convirtió en campeón. En la Copa de Alemania, el equipo femenino participó diez veces. Los cuartos de final se alcanzaron en tres ocasiones y la segunda ronda en cuatro.
Si el equipo femenino está representado en la Bundesliga, los partidos se jugarán en el Südstadion, mientras que se jugarán de segunda en el estadio Franz Kremer. Las exjugadoras más famosas son Sonja Fuss e Inka Grings.

## Indumentaria
|  | Para un completo desarrollo véase Historia del uniforme del 1. FC Colonia |

Los uniformes del F. C. Colonia los fabrica actualmente la empresa Alemana Uhlsport.
- Uniforme titular: Camiseta blanca, pantalón blanco y medias blancas.
- Uniforme alternativo: Camiseta roja, pantaloneta roja y medias rojas.
- Tercer uniforme: Camiseta amarilla con detalles rojos y verde oscuro, pantaloneta amarilla y medias amarillas.

| Primero | (Ver evolución) | Actual |

## Palmarés

### Torneos nacionales (11)
| Primera división (1/3)                                                | 1996-97(1)                                        | 1991-92, 1993-94, 1994-95(1)                                     |
| Segunda división (5/7)                                                | 1994-95, 1995-96, 1996-97,(1) 2004-05,(2) 2014-15 | 1991-92, 1992-93, 1993-94,(1) 2010-11, 2012-13, 2013-14, 2016-17 |
| Copa de Alemania (3/1)                                                | 1990-91, 1993-94, 1996-97(1)                      | 1992-93(1)                                                       |
| Supercopa de fútbol femenino de Alemania (2/1)                        | 19994, 1997(1)                                    | 1992-93(1)                                                       |
| (1) Como SV Grün-Weiß Brauweiler (2) Como FFC Brauweiler Pulheim ref. |                                                   |                                                                  |